# Vitpannad sånghöna
Vitpannad sånghöna (Arborophila gingica) är en fågel i familjen fasanfåglar inom ordningen hönsfåglar. Den förekommer endast i sydöstra Kina. Arten är fåtalig och minskar i antal, varför IUCN listar den som nära hotad.

## Utseende och läten
Vitpannad sånghöna är 25–30 cm i längd och väger fullvuxen genomsnittligt 253 g. Fjäderdräkten är övervägande gråbrun med distinkt tecknat huvud och bröst. Hanen har lysande vit panna och gråaktigt ögonbrynsstreck, svartfläckad kastanjebrun hjässa och nacke, gulbeige strupe och tre diagnostiska band över nedre delen av strupen och övre delen av bröstet: överst svart över smalt vitt över kastanjebrunt. Honan är mindre med brunt och vitt på undre stjärttäckarna, ej svart och vitt. Revirlätet är en vittljudande serie med sorgesam dubbel vissling som upprepas och ofta framförs i duett.

## Utbredning och systematik
Vitpannad sånghöna förekommer endemiskt i sydöstra Kina och delas in i två underarter med följande utbredning:
- Arborophila gingica guangxiensis – förekommer mycket lokalt i norra och centrala Guangxi
- Arborophila gingica gingica – förekommer från östcentrala Guangxi till Zhejiang

## Levnadssätt
Arten förekommer på mellan 500 och 1 900 meter över havet där den vistas i såväl lövskog, barrskog som blandskog, men också i buskskog och bambu. Den söker näring på marken under dagen och vilar under natten i träd, ofta i stora flockar.

## Status
IUCN kategoriserar arten som nära hotad. Världspopulationen uppskattas till mellan 50 000 och 250 000 vuxna individer. Den tros minska i antal till följd av avskogning.

## Namn
Vitpannad sånghöna beskrevs vetenskapligt av Johann Friedrich Gmelin 1789, under protonymen Tetrao gingicus Fågelns vetenskapliga artnamn gingica syftar på staden Gingee i indiska Tamil Nadu, varifrån typexemplaret misstogs vara ifrån. I själva verket kom det från Fokien i sydöstra Kina.